# نقار مشطرج الحنجرة
نقار مشطرج الحنجرة (الاسم العلمي: Picus mentalis) (بالإنجليزية: Checker-throated Woodpecker)‏ هو نوع من الطيور يتبع جنس النقار الحقيقي من الفصيلة النقارية الحقيقية.